# MKS Juvenia Wrocław
MKS JUVENIA Wrocław (Międzyszkolny Klub Sportowy JUVENIA Wrocław) – polski klub sportowy założony w 1946 r. we Wrocławiu. Był pierwszym wrocławskim międzyszkolnym klubem sportowym. W swej historii używał również nazw IUVENIA oraz JUWENIA.
W chwili obecnej działa w nim sześć sekcji: pływanie, judo kobiet, judo mężczyzn, pływanie synchroniczne, sumo oraz taekwondo olimpijskie.

## Historia klubu
Kiedy dobiegła końca II wojna światowa, która spowodowała niewyobrażalne zniszczenia we Wrocławiu nie tylko materialne, ale również związane z przymusową deportacją niemieckiej ludności i napływem w to miejsce ludności polskiej, należało „zbudować” miasto – traktowane w ujęciu podmiotowym – od podstaw. Jednym z głównych elementów wychowawczych i integrujących młodzież z całej Polski stał się sport szkolny. Organizacja szkolnictwa spadła na barki dr Franciszka Jankowskiego, który był organizatorem i dyrektorem Pierwszego Liceum Ogólnokształcącego oraz Gimnazjum we Wrocławiu. Nauczycielem wychowania fizycznego w tej szkole został mgr Edward Damczyk. Jego umiejętności organizacyjne, autorytet oraz zapał spowodowały, iż Szkolne Koło Sportowe zostało wiodącą organizacją. Zaraz po wojnie Koło podzielono na trzy sekcje: piłki ręcznej, siatkówki i koszykówki. W pełnej zapału atmosferze zrodziła się idea stworzenia międzyszkolnego klubu sportowego. Wiosną 1946 roku powstał Międzyszkolny Klub Sportowy „Juvenia”. Zrzeszał on młodzież z całego Wrocławia. Podczas rozpoczęcia działalności miał 5 sekcji: piłki siatkowej, piłki ręcznej, piłki koszykowej, piłki nożnej i lekkoatletyczną.
Z powodu reorganizacji polskiego sportu w 1949 roku – pomimo wiodącej roli w rankingach krajowych – MKS „Juvenia” Wrocław przestała istnieć. Dopiero w 1957 roku nastąpiło odrodzenie „Juvenii”. Sekcja pływacka klubu sportowego „Zryw” została przekształcona w Międzyszkolny Klub Pływacki „Juvenia”. Wtedy to jednym z najlepszych zawodników był Andrzej Werner, który w 1958 roku poprawił rekord Polski w pływaniu na dystansie 200 m stylem grzbietowym. Lata 1960–1969 to liczne sukcesy drużynowe (Mistrzostwo Polski Młodzików, Mistrzostwo Polski SZS, Mistrzostwo Dolnego Śląska). Do wyróżniających się zawodników należeli wielokrotni rekordziści i mistrzowie Polski: Ewa Galera, Krystyna Antoniak oraz Arkadiusz Zielski.
W roku 1969 nastąpiła reforma szkolnego sportu – „Juvenia”  została wcielona w skład Międzyszkolnego Klubu Sportowego (MKS-SWOS). Na przełomie lat sześćdziesiątych i siedemdziesiątych XX w. władze sportowe wprowadziły coroczne centralne imprezy sportowe. Miała w nich rywalizować młodzież z całej Polski w różnych kategoriach wiekowych. We Wrocławiu w oparciu o istniejące sekcje powstał silny międzyszkolny ośrodek sportowy. Miał on za zadanie szkolić zawodników na szczeblu regionalnym i krajowym, a także przygotować ich do treningu wyczynowego. Od tego czasu nowy MKS figuruje pod nazwą „Juvenia”, nawiązującą do dawnych tradycji sportowych. Ciężar szkolenia skupiał się głównie na następujących sekcjach: judo, wioślarstwa, pływania, kajakarstwa, lekkiej atletyki, piłki ręcznej, piłki siatkowej oraz piłki nożnej. Odpowiednio prowadzone szkolenie owocowało coraz lepszymi wynikami we współzawodnictwie krajowym (6 miejsce na V Ogólnopolskiej Spartakiadzie Młodzieży).
Na początku lat 80. powołano do życia nowe sekcje: akrobatykę, skoki do wody oraz trójbój nowoczesny. Istnienie klubu było możliwe dzięki wsparciu Wojewódzkiej Federacji Sportu i Szkolnego Związku Sportowego. W klubie prężnie działało 10 sekcji sportowych (najwięcej w historii), zrzeszających 1500 zawodników. Pomimo braku własnych obiektów wspomina się ten okres jako „złote lata osiemdziesiąte”. Już w 1986 roku Juvenia znalazła się na 6 miejscu w Polsce na ponad 1000 sklasyfikowanych klubów sportu młodzieżowego.
Przełom lat 80. i 90. dwudziestego wieku to przemiany polityczno-społeczne w Polsce. W tym okresie zmniejszono dotacje dla związków sportowych, które spowodowały spore problemy finansowe ”Juvenii” Wrocław, podobnie jak całego polskiego sportu. Zlikwidowano liczne sekcje, a w tych które utrzymano skupiano się jedynie na przygotowaniach zawodników do głównych imprez centralnych, m.in. Mistrzostw Polski Juniorów i Mistrzostw Polski Juniorów Młodszych.
Po roku 1995 w klubie funkcjonowały tylko dwie sekcje: pływanie i judo. Było to możliwe dzięki dużemu wsparciu finansowemu ze strony rodziców oraz współpracy z dyrektorami szkół, którzy udostępniali swoje obiekty (baseny, sale). Trening pływacki był prowadzony jedynie w kategorii wiekowej młodzika i juniora, natomiast sekcja judo rozpoczęła współpracę z Klubem Sportowym Gwardią Wrocław, co zapewniło ciągłość szkolenia.
Rok 1999 to duże zmiany w szkolnictwie. Zostały utworzenie szkoły gimnazjalne. W Gimnazjum nr 37 powstała klasa o profilu pływackim. Wtedy również zmieniły się – kierujące klubem do dzisiaj – władze „Juvenii”. Prezesem został Sławomir Kownacki, wiceprezesem Grzegorz Widanka, a sekretarzem Adam Samuel.
W 2000 roku klub zorganizował „Milenijną Sztafetę Pływacką 1000×50m” z okazji 1000-lecia Wrocławia. Zmagania uczestników trwały 12 godzin 11 minut i 3 sekundy. Wydarzenie to zostało wpisane do Księgi rekordów Guinnessa.
Najważniejsze imprezy cyklicznie organizowane przez MKS „Juvenia” Wrocław to:
- Mistrzostwa Polski w Pływaniu Synchronicznym do lat 15,
- Mistrzostwa Polski Młodzieży w Judo,
- Memoriał Marka Petrusewicza – integracyjne zawody pływackie,
- Drużynowe Mistrzostwa Polski Juniorek i Juniorów w Judo,
- Mistrzostwa Polski Juniorek i Juniorów w Judo,
- Puchar Polski Młodzików i Młodziczek (judo),
- Dni Olimpijczyka (pływanie),
- Memoriał Romana Chomiaka (pływanie).

## Osiągnięcia

### Sekcja judo
Sekcja judo została utworzona w 1971 roku. Duży wkład w to wydarzenie mieli Stanisław Szulmanowicz oraz Adam Wojno. Na pierwsze medale Mistrzostw Polski nie trzeba było długo czekać, gdyż już w 1973 roku Wiesław Binek i Jerzy Boksa zdobyli brązowe medale w kategorii młodzików. Kolejne dwa lata to progres wynikowy oraz coraz większa liczba medali przywożona z imprez centralnych. Medale złotego kruszcu zostały zdobyte przez: Wiesława Binka oraz Marka Krawieckiego. Wiesław Binek był również reprezentantem Polski na Mistrzostwach Europy Młodzików, gdzie uplasował się na 5 pozycji.
W 1976 roku nastąpiło zahamowanie rozwoju sekcji. Czternastu czołowych zawodników zmieniło barwy na AZS Wrocław. Trzy lata później trzech szkoleniowców zrezygnowało z pracy. Przyczyną rezygnacji był brak odpowiednich warunków do treningu.
W 1982 roku utworzona została sekcja żeńska. Rozpoczęła się również odbudowa drużyny męskiej. Była ona możliwa dzięki współpracy z AZS-AWF-em. Od 1991 roku pracę w klubie rozpoczął Zbigniew Zamęcki (jest nadal aktywnym szkoleniowcem). Jego praca zaowocowała znakomitymi wynikami judoków. Medale na Ogólnopolskiej Olimpiadzie Młodzieży zdobyli: Izabela i Monika Lisek, Wojciech Kowalczyk, Grzegorz Zwolski, Kamil Przydanka, Sebastian Bęś, Mirosław Wolszczak, Artur Michalak oraz Rafał Kozielewski. Kamil Przydanka zajął również 9 miejsce na Mistrzostwach Europy Juniorów w Izraelu. Do wyróżniających się zawodników na arenie międzynarodowej zaliczali się: Artur Michalak oraz Sebastian Bęś, którzy reprezentowali Polskę w Brukseli na Europejskich Igrzyskach Młodzieży.
Najmocniejszym punktem reprezentacji był Rafał Kozielewski, który pochwalić się może udziałem w Letnich Igrzyskach Olimpijskich w 2000 roku w Sydney (Australia), brązowym medalem Mistrzostw Europy w 1998 roku w Oviedo w (Hiszpania),  piątym miejscem na Mistrzostwach Europy w 1997 roku w Ostendzie (Belgia) oraz piątym miejscem na Mistrzostwach Świata w Birmingham (Anglia).
Kolejne lata to systematyczny rozwój sekcji judo w klubie. W 1996 roku rozpoczęto współpracę z klubem sportowym Gwardia, która umożliwiła szkolenie w cyklu „od juniora do seniora”.
XXI wiek przyniósł medale na Mistrzostwach Polski reprezentantom klubu. W latach 2000–2005 trzy razy z rzędu (2000, 2001, 2002) zawodnicy sekcji judo zwyciężali w punktacji klubowej na Ogólnopolskiej Olimpiadzie Młodzieży. Aż czterdziestu reprezentantów przywoziło z tej imprezy medale, co świadczy o mocy drużyny MKS „Juvenia”.
Nie można również zapomnieć o sukcesach odnotowanych na arenie międzynarodowej. W 2000 roku Kamil Kazimierczak, Łukasz Koleśnik oraz Łukasz Błach na Mistrzostwach Europy we Wrocławiu zdobyli dwa piąte i jedno siódme miejsce. Rok później na Mistrzostwach Europy Juniorów w Budapeszcie Polskę reprezentował kolejny wychowanek Juvenii Paweł Śledziewski. Obecnie najlepsi zawodnicy w sekcji judo to Kamila Pasternak i Damian Szwarnowiecki.
Najlepsi zawodnicy sekcji judo:
Kamila Pasternak - Złota medalistka Europejskich Igrzysk Młodzieży (2012), Wicemistrzyni Europy Juniorek Młodszych (2013), Brązowa medalistka Mistrzostw Europy Kadetek (2014), multimedalistka Mistrzostw Polski.
Damian Szwarnowiecki - Mistrz Europy Juniorów 2012, Mistrz Europy Młodzieżowców 2012, Mistrz Polski Seniorów 2012, trzykrotny Mistrz Polski Juniorów, 7 miejsce drużynowe Mistrzostwa Europy 2013, udział Mistrzostwa Świata Seniorów 2014, Mistrz Polski Młodzieżowców 2014.

### Sekcja pływacka
Sekcja pływacka od lat 70. może się poszczycić znakomitymi osiągnięciami i ciągłym rozwojem sportowym. Pierwszą rekordzistką kraju reprezentującą barwy „Juvenii” Wrocław była Krystyna Antoniak, która ustanowiła dwa Rekordy Polski. W 1979 roku dołączyła do niej Małgorzata Wala, która uzyskała najlepszy wynik w historii na 50 m stylem motylkowym. Była to sztandarowa zawodniczka klubu i wielokrotna medalistka Mistrzostw Polski. Za swoje wybitne osiągnięcia w sporcie i nauce otrzymała, odznaczenie państwowe „Za naukę i sport”.
Pierwszym zawodnikiem, który w 1995 roku pobił rekord Polski na 50 m stylem grzbietowym, był Sebastian Hełka. Kolejne lata to prawdziwy „wysyp” rekordzistów Polski prowadzonych przez szkoleniowców MKS „Juvenia” Wrocław:
- Łukasz Ptak - 11 Rekordów Polski,
- Marta Struzik - 2 Rekordy Polski,
- Tomasz Nietubyć - 1 Rekord Polski,
- Magdalena Bagińska – 1 Rekord Polski.

Zawodnicy klubu w latach 1980-2005 zdobyli 73 złote, 56 srebrnych i 81 brązowych medali Mistrzostw Polski Juniorów i Seniorów. Do najwybitniejszych zawodników tamtego okresu należą:
- Łukasz Ptak - wielokrotny  (11) rekordzista Polaski i złoty medalista (33) Polski, członek kadry narodowej i kadry olimpijskiej,
- Dominika Przedpełska – rekordzistka Polski, wielokrotna medalistka Mistrzostw Polski w pływaniu, członkini kadry narodowej (studentka AWF),
- Tomasz Nietubyć – rekordzista Polski, wielokrotny medalista Mistrzostw Polski w pływaniu, członek kadry narodowej, laureat Plebiscytu Wieczoru Wrocławia na najlepszego ucznia sportowca roku (student Uniwersytetu Wrocławskiego na Wydziale Psychologii).

Od 2006 roku zawodnicy „Juvenii” systematycznie występowali na zawodach międzynarodowych. Pasmo zwycięstw rozpoczęła Paulina Szydło na mitingu w Atenach, gdzie zajęła dwa pierwsze miejsca.
Dzięki Pawłowi Wernerowi, Klaudii Naziębło, Dominice Sztanderze oraz Alicji Tchórz klub już siedem razy z rzędu, w latach 2012-2017, wygrywał klasyfikację medalową na Mistrzostwach Polski Seniorów i Młodzieżowców, wyprzedzając takie potęgi jak: AZS AWF Warszawa, AZS-AWF Katowice oraz MKP Szczecin. W sezonie 2013/2014 reprezentanci „Juvenii” Wrocław zdobyli ponad 50 medali Mistrzostw Polski.
Aktualnie najlepsi pływacy sekcji:
Alicja Tchórz – ur. 1992 r., uczestniczka Igrzysk Olimpijskich w Londynie (2012) i Rio de Janeioro (2016). Vice-mistrzyni Europy Seniorów (2015). Dwukrotna złota i brązowa medalistka Mistrzostw Europy Juniorów (2008), srebrna i brązowa medalistka Igrzysk Sportów Nieolimpijskich The World Games (2017), finalistka Mistrzostw Świata Juniorów (2008). Półfinalistka Mistrzostw Świata w Rzymie (2009), Stambule (2012), Kazaniu (2015), Budapeszcie (2017). 5 podczas Letniej Uniwersjady w Tajpej (2017), 6 zawodniczka Letniej Uniwersjady w Kazaniu (2013). Wielokrotna finalistka Mistrzostw Europy Seniorów (2009-2017), wielokrotna rekordzistka i mistrzyni Polski seniorów.  Specjalistka stylu grzbietowego i zmiennego.
Paweł Werner – ur. 1993 r., Olimpijczyk z Rio de Janeiro, dwukrotny wicemistrz Mistrzostw Świata Juniorów z Limy (2011), dwukrotny brązowy medalista Mistrzostw Europy Juniorów z Belgradu (2011). Mistrz (2013) National Collegiate Athletic Association (NCAA) – działającej od 1910 r., zajmującej się organizacją zawodów sportowych uczelni wyższych w USA. Uczestnik Mistrzostw Europy w Szczecinie (2011), Debreczynie (2012) i Berlinie (2014); 4 złoty medalista Ogólnopolskiej Olimpiady Młodzieży (2011), wielokrotny rekordzista i mistrz Polski, specjalista stylu dowolnego.
Klaudia Naziębło - ur. 1993 r., wielokrotna medalistka Mistrzostw Europy Juniorów (2008, 2009), 4 zawodniczka Igrzysk Olimpijskich Młodzieży w Singapurze (2010), czterokrotna finalistka Mistrzostw Europy Seniorów (2012-2013) oraz Letniej Uniwersjady w Kazaniu - Tatarstan, Rosja (2013). Uczestniczka Mistrzostw Świata w Rzymie (2009) i Barcelonie (2013), trzykrotna złota medalistka Ogólnopolskiej Olimpiady Młodzieży (2011), wielokrotna rekordzistka i mistrzyni Polski, specjalistka stylu grzbietowego.
Dominika Sztandera – ur. 1997 r., medalistka Mistrzostw Europy Juniorów w Poznaniu (2013). finalistka Mistrzostw Świata Juniorów w Dubaju (2013), finalistka Mistrzostw Europy Seniorów w Herning – Dania (2013). 9 zawodniczka Młodzieżowych Igrzysk Olimpijskich w Nankinie – Chiny (2014). Wielokrotna rekordzistka i mistrzyni Polski, specjalistka stylu klasycznego. 